# أندرو نيويل
أندرو نيويل (بالإنجليزية: Andrew Newell)‏ هو منافس ألعاب قوى أسترالي، ولد في 28 فبراير 1978 في Terrigal ‏ في أستراليا.

## روابط خارجية
- أندرو نيويل على موقع النتائج التاريخية لألعاب القوى الأسترالية (الإنجليزية)
- أندرو نيويل على موقع Paralympic.org (الإنجليزية)